# Moline (Illinois)
Moline je grad u američkoj saveznoj državi Ilinois. Prema popisu stanovništva iz 2010. u njemu je živjelo 43.483 stanovnika.